# Scrobipalpa albofusca
Espèce
Scrobipalpa albofusca est une espèce de papillons de nuit de la famille des Gelechiidae endémique d'Algérie.

## Répartition
Scrobipalpa albofusca est endémique d'Algérie. 

## Description
La longueur des ailes antérieures est de 5–6 mm. Elles sont ocre à crème avec des groupes d'écailles clairsemés gris foncé à noirâtres. Les ailes postérieures sont presque blanches, souvent argentées.

## Systématique
Cette espèce de papillons a été décrite en 1971 par Dalibor F. Povolný (d) (1924-2004). Sa localité type est Hammam Essalihine.

### Publication originale
- (de) Dalibor F. Povolný, « Zur Fauna der Tribus Gnorimoschemini (Lepidoptera, Gelechiidae) in Nordwestafrica », Acta Societatis Zoologicae Bohemicae, Tchéquie, vol. 68, no 1,‎ 1971, p. 23-44 (ISSN 1211-376X, e-ISSN 2788-1369).